# Parlamentswahl in St. Lucia 1997
Die Parlamentswahl in St. Lucia 1997 (englisch General elections) waren die siebzehnten Parlamentswahlen in St. Lucia.

## Wahl
Die Wahl fand am 23. Mai statt. Aus dieser ging die Saint Lucia Labour Party als Sieger hervor, welche 16 der siebzehn Sitze errang. Die Wahlbeteiligung lag bei 66,1 %.
| Partei                    | Stimmen | %    | Sitze |
| ------------------------- | ------- | ---- | ----- |
| Saint Lucia Labour Party  | 44.153  | 61.3 | 16    |
| United Workers Party      | 26.325  | 36.6 | 1     |
| Unabhängige               | 1.494   | 2.1  | 0     |
| Invalid/blank votes       | 1.563   | –    | –     |
| Total                     | 73.535  | 100  | 17    |
| Registered voters/turnout | 111.330 | 66.1 | –     |
| Source: Nohlen, PDBA      |         |      |       |